# Sặp Vạt
Sặp Vạt est une commune rurale, située dans le district de Yên Châu (province de Sơn La, Viêt Nam).

## Géographie
Sặp Vạt a une superficie de 59,85 km².

## Politique
Le code administratif de la commune est 04072.

## Démographie
En 1999, la commune comptait 3 219 habitants.

## Sources
- (vi) Cet article est partiellement ou en totalité issu de l’article de Wikipédia en vietnamien intitulé « Sặp Vạt » (voir la liste des auteurs).